# Rothschildia fossilis
Rothschildia fossilis är en fjärilsart som beskrevs av Cockerell 1914. Rothschildia fossilis ingår i släktet Rothschildia och familjen påfågelsspinnare. Inga underarter finns listade.